# HD 216174
HD 216174，又名BD+55 2820，SAO 34858、HR 8688，是一颗恒星，视星等为5.43，位于銀經106.42，銀緯-3.02，其B1900.0坐标为赤經22h 45m 38.5s，赤緯+55° -3.02′ 21″。